# Got“S”and dis-Star -Best of ZIGZO-
『Got“S”and dis-Star -Best of ZIGZO-』（ゴッツ・アンド・ディス・スター・ベスト・オブ・ジグゾ）は、ZIGZOのベスト・アルバム。2002年1月1日より日本コロムビアよりリリースされた。

## 概要
2001年末のバンド解散発表後の翌年1月にリリースされた、ZIGZO初のベストアルバム。「チェルシー」以外のシングルは全て収録されており、またオリジナルアルバム『MONSTER MUSIC』『Add9 Suicide』より、それぞれ3曲ずつ収録された。
2012年の再結成に伴い、翌年7月17日に過去の作品をZIGZO Official Facebookページにて先行配信、31日にはiTunesをはじめとする音楽配信サイトで全曲配信を開始。9月18日には、本作をBlu-spec CD2化し、更に、これまでDVD化されていなかったシングル曲のPV（「血と汗と涙の裏側のハッピー」～「WALK」）に加え、映像化されていなかった「THE WORLD INTRODUCTION」「flow」「チェルシー」のPVも収録したDVDを付属し、2枚組で再発売された。
タイトルにある「Got“S”and dis-Star」は、「ごっつぁんでした」と読む。

## 収録曲

### CD
| #   | タイトル                                             | 作詞 | 作曲・編曲 |
| --- | ---------------------------------------------------- | ---- | ---------- |
| 1.  | 「裸ピストル」(1stアルバム『MONSTER MUSIC』より)     |      |            |
| 2.  | 「splash!」(3rdシングル)                             |      |            |
| 3.  | 「ひまわり」(2ndシングル)                            |      |            |
| 4.  | 「WALK」(5thシングル)                                |      |            |
| 5.  | 「sleep」(1stアルバム『MONSTER MUSIC』より)          |      |            |
| 6.  | 「血と汗と涙の裏側のハッピー」(1stシングル)          |      |            |
| 7.  | 「tonight, I will fall」(4thシングル)                |      |            |
| 8.  | 「Wonderful Day」(1stアルバム『MONSTER MUSIC』より)  |      |            |
| 9.  | 「3days in a well」(2ndアルバム『Add9 Suicide』より) |      |            |
| 10. | 「笑う月」(2ndアルバム『Add9 Suicide』より)          |      |            |
| 11. | 「flow(no fade)」(7thシングル)                       |      |            |
| 12. | 「何から何まで」(2ndアルバム『Add9 Suicide』より)    |      |            |
| 13. | 「THE WORLD INTRODUCTION」(6thシングル)              |      |            |

### DVD（2013年再発盤のみ）
| #  | タイトル                       | 作詞 | 作曲・編曲 |
| -- | ------------------------------ | ---- | ---------- |
| 1. | 「血と汗と涙の裏側のハッピー」 |      |            |
| 2. | 「ひまわり」                   |      |            |
| 3. | 「splash!」                    |      |            |
| 4. | 「tonight, I will fall」       |      |            |
| 5. | 「WALK」                       |      |            |
| 6. | 「THE WORLD INTRODUCTION」     |      |            |
| 7. | 「flow」                       |      |            |
| 8. | 「チェルシー」                 |      |            |